# Reacció d'Eschweiler-Clarke
La reacció d'Eschweiler-Clarke (també dita metilació d'Eschweiler-Clarke) és una reacció química d'aminació-reducció on una amina, primària o secundària, és metilada utilitzant un excés de formaldehid i àcid fòrmic. En aquest cas no es pot formar la sal quaternaria.
El nom de la reacció ve donat pels químics Wilhem Eschweiler (Alemanya, 1860-1936) i Hans Tacher Clarke (Anglaterra, 1887-1972).